# ケヴィン・バーンズ
ケヴィン・バーンズ（Kevin Burns、1980年3月3日 - ）は、アメリカ合衆国の男性総合格闘家。アイオワ州デモイン出身。グラッジ・トレーニング・センター所属。

## 来歴
2006年8月19日、プロ総合格闘技デビュー。
2008年6月7日、UFCデビューとなったUFC 85でホアン・"ジュカオン"・カルネイロと対戦し、三角絞めで一本勝ち。サブミッション・オブ・ザ・ナイトを獲得した。
2008年7月19日、UFC Fight Night: Silva vs. Irvinでアンソニー・ジョンソンと対戦。バーンズのパンチがジョンソンの目に入り試合続行不可能となったため、TKO勝ちとなった。12月13日、The Ultimate Fighter: Team Nogueira vs. Team Mir Finaleでジョンソンと再戦し、左ハイキックでKO負けを喫した。
2009年6月20日、The Ultimate Fighter: United States vs. United Kingdom Finaleでクリス・ライトルと対戦し、判定負け。敗れはしたもののファイト・オブ・ザ・ナイトを獲得した。12月12日、UFC 107でTJ・グラントと対戦し、TKO負け。UFC3連敗となりUFCとの契約が切れた。

## 戦績
| 総合格闘技 戦績 | 総合格闘技 戦績 | 総合格闘技 戦績 | 総合格闘技 戦績 | 総合格闘技 戦績 | 総合格闘技 戦績 | 総合格闘技 戦績 |
| --------------- | --------------- | --------------- | --------------- | --------------- | --------------- | --------------- |
| 12 試合         | (T)KO           | 一本            | 判定            | その他          | 引き分け        | 無効試合        |
| 8 勝            | 3               | 4               | 1               | 0               | 0               | 0               |
| 4 敗            | 3               | 0               | 1               | 0               | 0               | 0               |

| 勝敗 | 対戦相手                         | 試合結果                         | 大会名                                                                     | 開催年月日     |
| ○    | ショーン・ハフマン               | 5分3R終了 判定3-0                | Midwest Cage Champioships 25: Inferno                                      | 2010年3月13日  |
| ×    | TJ・グラント                     | 1R 4:57 TKO（右フック→パウンド） | UFC 107: Penn vs. Sanchez                                                  | 2009年12月12日 |
| ×    | クリス・ライトル                 | 5分3R終了 判定0-3                | The Ultimate Fighter: United States vs. United Kingdom Finale              | 2009年6月20日  |
| ×    | アンソニー・ジョンソン           | 3R 0:28 KO（左ハイキック）       | The Ultimate Fighter: Team Nogueira vs. Team Mir Finale                    | 2008年12月13日 |
| ○    | アンソニー・ジョンソン           | 3R 3:35 TKO（目の負傷）          | UFC Fight Night: Silva vs. Irvin                                           | 2008年7月19日  |
| ○    | ホアン・"ジュカオン"・カルネイロ | 2R 2:53 三角絞め                 | UFC 85: Bedlam                                                             | 2008年6月7日   |
| ○    | ボビー・ヴォルカー               | KO                               | Victory Fighting Championship 23: Validation                               | 2008年5月9日   |
| ○    | スティーヴ・シュナイダー         | 2R 4:13 三角絞め                 | Glory Fighting Championships 2                                             | 2007年12月15日 |
| ○    | ショーン・ウエストブルック       | 1R 3:22 チョークスリーパー       | Glory Fighting Championships 1: Genesis                                    | 2007年4月20日  |
| ×    | ジェイソン・ハイ                 | 2R終了時 TKO（ドクターストップ） | Victory Fighting Championship 18: Hitmen 【VFCウェルター級タイトルマッチ】 | 2007年2月16日  |
| ○    | マット・ドラノワ                 | 1R 腕ひしぎ十字固め              | Victory Fighting Championship 17: Predators                                | 2006年12月9日  |
| ○    | ドゥミ・ディーズ                 | 1R 3:58 TKO（パンチ）            | Greensparks: Full Contact Fighting 1                                       | 2006年8月19日  |

## 表彰
- ブラジリアン柔術 茶帯
- テコンドー 黒帯